# 830

## Nașteri
- dată necunoscută: Ruric  (d. 879)
- dată necunoscută: Carloman de Bavaria  (d. 880)
- dată necunoscută: Junaid Baghdadi  (d. 910)
- dată necunoscută: Balduin I de Flandra  (d. 879)
- dată necunoscută: Sfântul Naum  (d. 910)
- dată necunoscută: Erchanger de Suabia  (d. 917)
- dată necunoscută: Lambert I de Spoleto  (d. 880)
- dată necunoscută: Henric de Franconia unul dintre fiii contelui Poppo de Grapfeld, unul dintre primii membri ai Casei de Babenberg (d. 886)

## Decese
- dată necunoscută: Eufemius de Messina  (n. ?)
- dată necunoscută: Constantin (asociat, secolul al IX-lea)  (n. ?)